# Discografia dei Tesla
La seguente è una discografia comprensiva del gruppo musicale statunitense Tesla.

## Album

### Album in studio
| Anno | Titolo | Classifiche | Classifiche | Classifiche | Classifiche | Classifiche | Classifiche | Classifiche | Classifiche | Certificazioni              |
| Anno | Titolo | US          | AUT         | CAN         | GER         | JPN         | NLD         | SWI         | UK          | Certificazioni              |
| ---- | --- | ----------- | ----------- | ----------- | ----------- | ----------- | ----------- | ----------- | ----------- | --------------------------- |
| 1986 | Mechanical Resonance - Pubblicazione: 8 dicembre 1986 - Etichetta: Geffen Records - Formati: LP, CD, MC            | 32          | –           | –           | –           | –           | –           | –           | –           | - US: Platino               |
| 1989 | The Great Radio Controversy - Pubblicazione: 1º febbraio 1989 - Etichetta: Geffen Records - Formati: CD, LP, MC    | 18          | –           | 70          | –           | 94          | 91          | –           | 34          | - US: 2× Platino - CAN: Oro |
| 1991 | Psychotic Supper - Pubblicazione: 30 agosto 1991 - Etichetta: Geffen Records - Formati: CD, LP, MC                 | 13          | –           | 32          | –           | 18          | –           | 39          | 44          | - US: Platino - CAN: Oro    |
| 1994 | Bust a Nut - Pubblicazione: 23 agosto 1994 - Etichetta: Geffen Records - Formati: CD, MC                           | 20          | 37          | –           | –           | 31          | –           | 43          | 51          | - US: Oro                   |
| 2004 | Into the Now - Pubblicazione: 9 marzo 2004 - Etichetta: Sanctuary Records - Formati: CD                            | 31          | –           | –           | –           | –           | –           | –           | –           |                             |
| 2008 | Forever More - Pubblicazione: 7 ottobre 2008 - Etichetta: Frontiers Records - Formati: CD, LP                      | 33          | –           | –           | –           | –           | –           | –           | –           |                             |
| 2011 | Twisted Wires & the Acoustic Sessions - Pubblicazione: 12 luglio 2011 - Etichetta: Frontiers Records - Formati: CD | 97          | –           | –           | –           | –           | –           | –           | –           |                             |
| 2014 | Simplicity - Pubblicazione: 6 giugno 2014 - Etichetta: Frontiers Records - Formati: CD, LP, download digitale      | 24          | –           | –           | 93          | –           | –           | 42          | –           |                             |

### Album dal vivo
| Anno | Titolo | Classifiche | Classifiche | Classifiche | Classifiche | Certificazioni           |
| Anno | Titolo | US          | CAN         | JPN         | UK          | Certificazioni           |
| ---- | --- | ----------- | ----------- | ----------- | ----------- | ------------------------ |
| 1990 | Five Man Acoustical Jam - Pubblicazione: 13 novembre 1990 - Etichetta: Geffen Records - Formati: CD, LP, MC | 12          | 63          | 65          | 59          | - US: Platino - CAN: Oro |
| 2001 | Replugged Live - Pubblicazione: 11 settembre 2001 - Etichetta: Sanctuary Records - Formati: CD              | –           | –           | –           | –           |                          |
| 2002 | Standing Room Only - Pubblicazione: 5 marzo 2002 - Etichetta: Sanctuary Records - Formati: CD               | –           | –           | –           | –           |                          |
| 2010 | Alive in Europe - Pubblicazione: 28 aprile 2010 - Etichetta: Frontiers Records - Formati: CD                | –           | –           | –           | –           |                          |
| 2016 | Mechanical Resonance Live - Pubblicazione: 26 agosto 2016 - Etichetta: Frontiers Records - Formati: CD      | –           | –           | –           | –           |                          |

### Raccolte
| Anno | Titolo | Classifiche | Classifiche | Certificazioni |
| Anno | Titolo | US          | UK          | Certificazioni |
| ---- | --- | ----------- | ----------- | -------------- |
| 1995 | Time's Makin' Changes - The Best of Tesla - Pubblicazione: 20 novembre 1995 - Etichetta: Geffen Records - Formati: CD, MC                     | 197         | –           | - US: Platino  |
| 2001 | 20th Century Masters - The Millennium Collection: The Best of Tesla - Pubblicazione: 12 giugno 2001 - Etichetta: Geffen Records - Formati: CD | –           | –           |                |
| 2008 | Gold - Pubblicazione: 26 agosto 2008 - Etichetta: Geffen Records - Formati: CD                                                                | –           | –           |                |

### Album di cover
| Anno | Titolo                                                                          | Classifiche | Classifiche |
| Anno | Titolo                                                                          | US          | UK          |
| ---- | ------------------------------------------------------------------------------- | ----------- | ----------- |
| 2007 | Real to Reel - Pubblicazione: 5 giugno 2007 - Etichetta: Rykodisc - Formati: CD | 48          | –           |

## Extended play
| Anno | Titolo                                                                                               |
| ---- | --- |
| 2007 | A Peace of Time - Pubblicazione: 20 novembre 2007 - Etichetta: Rykodisc - Formati: download digitale |

## Singoli
| Anno | Singolo                     | Classifiche | Classifiche | Classifiche | Classifiche | Certificazioni | Album di provenienza                      |
| Anno | Singolo                     | US          | US Rock     | CAN         | UK          | Certificazioni | Album di provenienza                      |
| ---- | --------------------------- | ----------- | ----------- | ----------- | ----------- | -------------- | ----------------------------------------- |
| 1986 | Modern Day Cowboy           | –           | 35          | –           | –           |                | Mechanical Resonance                      |
| 1987 | Little Suzi                 | 91          | 22          | –           | –           |                | Mechanical Resonance                      |
| 1987 | Gettin' Better              | –           | –           | –           | –           |                | Mechanical Resonance                      |
| 1989 | Heaven's Trail (No Way Out) | –           | 13          | –           | –           |                | The Great Radio Controversy               |
| 1989 | Hang Tough                  | –           | 34          | –           | –           |                | The Great Radio Controversy               |
| 1989 | Love Song                   | 10          | 7           | 54          | –           | - US: Oro      | The Great Radio Controversy               |
| 1990 | The Way It Is               | 55          | 13          | –           | –           |                | The Great Radio Controversy               |
| 1990 | Signs                       | 8           | 2           | 56          | 70          |                | Five Man Acoustical Jam                   |
| 1991 | Paradise                    | –           | 28          | –           | –           |                | Five Man Acoustical Jam                   |
| 1991 | Edison's Medicine           | –           | 20          | –           | –           |                | Psychotic Supper                          |
| 1991 | Call It What You Want       | –           | 19          | –           | –           |                | Psychotic Supper                          |
| 1992 | What You Give               | 86          | 7           | –           | –           |                | Psychotic Supper                          |
| 1992 | Song & Emotion              | –           | 13          | –           | –           |                | Psychotic Supper                          |
| 1992 | Stir It Up                  | –           | 35          | –           | –           |                | Psychotic Supper                          |
| 1994 | Mama's Fool                 | –           | 5           | –           | –           |                | Bust a Nut                                |
| 1994 | Need Your Lovin'            | –           | 19          | –           | –           |                | Bust a Nut                                |
| 1995 | Alot to Lose                | –           | 35          | –           | –           |                | Bust a Nut                                |
| 1995 | Steppin' Over               | –           | 31          | –           | –           |                | Time's Makin' Changes - The Best of Tesla |
| 2004 | Caught in a Dream           | –           | 21          | –           | –           |                | Into the Now                              |
| 2004 | Words Can't Explain         | –           | 35          | –           | –           |                | Into the Now                              |
| 2007 | Thank You                   | –           | 39          | –           | –           |                | Real to Reel                              |
| 2008 | I Wanna Live                | –           | 38          | –           | –           |                | Forever More                              |
| 2009 | Fallin' Apart               | –           | –           | –           | –           |                | Forever More                              |
| 2009 | Breakin' Free               | –           | –           | –           | –           |                | Forever More                              |
| 2011 | Better Off Without You      | –           | –           | –           | –           |                | Twisted Wires & the Acoustic Sessions     |
| 2011 | I Love You                  | –           | –           | –           | –           |                | Twisted Wires & the Acoustic Sessions     |
| 2013 | Taste My Pain               | –           | –           | –           | –           |                | Nessun album di provenienza               |
| 2014 | So Divine                   | –           | –           | –           | –           |                | Simplicity                                |
| 2016 | Save That Goodness          | –           | –           | –           | –           |                | Mechanical Resonance Live                 |

## Videografia

### Album video
| Anno | Titolo e dettagli                                                                        |
| ---- | ---------------------------------------------------------------------------------------- |
| 1991 | Five Man Video Band - Etichetta: Geffen Records - Formati: VHS, DVD                      |
| 1995 | Time's Makin' Changes: The Videos & More - Etichetta: Geffen Records - Formati: VHS, DVD |
| 2008 | Tesla - Comin' Atcha Live! 2008 - Etichetta: Rykodisc - Formati: DVD                     |

### Video musicali
| Anni | Titolo                      | Regista                        |
| ---- | --------------------------- | ------------------------------ |
| 1986 | Modern Day Cowboy           | Greg Masuak                    |
| 1987 | Little Suzi                 | Jean Pellerin & Doug Freel     |
| 1987 | Gettin' Better              | Jean Pellerin & Doug Freel     |
| 1987 | Heaven's Trail (No Way Out) | Greg Masuak                    |
| 1987 | Hang Tough                  | Nigel Dick                     |
| 1987 | Love Song                   | Chris Painter                  |
| 1990 | The Way It Is               | Chris Painter                  |
| 1990 | Signs                       | Chris Painter                  |
| 1990 | Paradise                    | Chris Painter                  |
| 1991 | Edison's Medicine           | Chris Painter                  |
| 1991 | Call It What You Want       | Chris Painter & Lewis Weinberg |
| 1992 | What You Give               | Samuel Bayer                   |
| 1992 | Stir It Up                  | Phillip Owens                  |
| 1994 | Need Your Lovin'            | Charles Stone III              |
| 2007 | Thank You                   |                                |
| 2008 | I Wanna Live                | Ken Nicholson                  |
| 2009 | Fallin' Apart               | Ken Nicholson & Tesla          |
| 2009 | Breakin' Free               |                                |
| 2011 | Better Off Without You      |                                |
| 2011 | I Love You                  |                                |
| 2014 | So Divine                   | Kevin James Custer             |
| 2016 | Save That Goodness          |                                |